# Astomaspis ardator
Astomaspis ardator là một loài tò vò trong họ Ichneumonidae.